# 白川晴司
白川 晴司（しらかわ せいじ、1945年11月20日 - ）は、日本の政治家。旧市では11代-13代、新市では初代-3代観音寺市長。

## 人物
香川県出身。代議士秘書、香川県議（2期）を経て、1995年に市長に初当選し3期務め、平成の大合併により新生した観音寺市でも3期務めている。

## 略歴
- 1945年（昭和20年） - 出生。
- 1970年（昭和45年）3月 - 学習院大学法学部卒業。
- 1987年（昭和62年）4月 - 香川県議会議員に当選。1995年（平成7年）4月まで務める。
- 1995年（平成7年）6月30日 - 平成17年10月まで観音寺市長を3期務める。
- 2005年（平成17年）11月14日 - 合併後に誕生した観音寺市の初代市長に就任。以後3選。
- 2023年（令和5年） - 旭日中綬章受章[4]。